# Vương Tướng

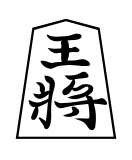
Quân cờ Vương Tướng (Ōshō) trong shogi

Vương Tướng (王将, Ōshō) là một trong tám danh hiệu lớn của thế giới Shogi chuyên nghiệp Nhật Bản, được tổ chức lần đầu tiên vào năm 1950 và trở thành danh hiệu vào năm 1951. Giải đấu tranh danh hiệu này được gọi là Vương Tướng chiến (王将戦, Ōshō-sen), được đồng tài trợ bởi Nhật báo Mainichi, tờ báo thể thao Sponichi Annex, tập đoàn dịch vụ bảo vệ ALSOK và độc quyền phát sóng bởi Igo&Shogi Channel.
Ngoài danh hiệu Vương Tướng dành cho thế giới chuyên nghiệp, Liên đoàn Shogi Nhật Bản cũng tổ chức một giải danh hiệu tương tự dành cho các kì thủ nghiệp dư mang tên Đại hội Vương Tướng nghiệp dư Toàn quốc (全国アマチュア王将位大会) cũng được mua bản quyền phát sóng bởi Igo&Shogi Channel, và hai kì thủ lọt vào trận đấu cuối cùng của giải này sẽ có cơ hội tham gia Ngân Hà chiến - giải đấu cờ được phát sóng trên truyền hình/trực tuyến cũng bởi Igo&Shogi Channel.
Bản thân từ Vương Tướng cũng dùng để chỉ quân cờ cùng tên trên bàn cờ Shogi - quân cờ được sử dụng bởi kì thủ có danh hiệu phòng thủ/mức xếp hạng/tuổi tác cao hơn so với đối thủ. Trong thứ tự sắp xếp danh hiệu nếu như một kì thủ sở hữu nhiều hơn một danh hiệu, Vương Tướng đứng thứ 7, chỉ trước Kì Thánh. Thể thức của Vương Tướng chiến gồm có 3 giai đoạn trước khi diễn ra loạt trận 7 ván tranh danh hiệu, gồm có: Sơ loại thứ Nhất - Sơ loại thứ Hai và Khiêu chiến giả Xác định, thể thức này được sử dụng từ kì thứ 2 của Vương Tướng chiến vào năm 1952.

## Danh dự Vĩnh thế Vương Tướng
Vĩnh thế Vương Tướng (永世王将 - Eisei Ōshō) là danh dự được trao cho một kì thủ nếu người đó chiến thắng danh hiệu Vương Tướng đủ 10 kì. Tính tới nay, đã có hai kì thủ nhận được vinh dự này/đủ điều kiện cho vinh dự này, đó là:
- Ōyama Yasuharu (20 kì, Kì 2-4, 7-11, 13-21 và 29-31)
- Habu Yoshiharu (12 kì, Kì 45-50, 52 và 54-58)

## Các kì thủ giành danh hiệu
Dưới đây là danh sách các kì Vương Tướng chiến trong quá khứ với người chiến thắng và đối thủ của mình. Lưu ý rằng tên kì thủ được in đậm để chỉ năm/kì mà kì thủ đã đạt đủ điều kiện cho danh dự Vĩnh thế Vương Tướng.
| Kỳ | Mùa giải | Giành danh hiệu      | Tỉ số | Đối thủ            |
| -- | -------- | -------------------- | ----- | ------------------ |
| 1  | 1951     | Masuda Kozō          | 4-1   | Kimura Yoshio      |
| 2  | 1952     | Ōyama Yasuharu       | 4-3   | Maruta Yuzo        |
| 3  | 1953     | Ōyama Yasuharu (2)   | 4-2   | Masuda Kozō        |
| 4  | 1954     | Ōyama Yasuharu (3)   | 4-1   | Matsuda Shigeyuki  |
| 5  | 1955     | Masuda Kozō (2)      | 3-0   | Ōyama Yasuharu     |
| 6  | 1956     | Masuda Kozō (3)      | 4-2   | Ōyama Yasuharu     |
| 7  | 1957     | Ōyama Yasuharu (4)   | 4-3   | Masuda Kozō        |
| 8  | 1958     | Ōyama Yasuharu (5)   | 3-0   | Takashima Kazukiyo |
| 9  | 1959     | Ōyama Yasuharu (6)   | 4-2   | Futakami Tatsuya   |
| 10 | 1960     | Ōyama Yasuharu (7)   | 4-2   | Futakami Tatsuya   |
| 11 | 1961     | Ōyama Yasuharu (8)   | 3-0   | Katō Hifumi        |
| 12 | 1962     | Futakami Tatsuya     | 4-2   | Ōyama Yasuharu     |
| 13 | 1963     | Ōyama Yasuharu (9)   | 3-0   | Futakami Tatsuya   |
| 14 | 1964     | Ōyama Yasuharu (10)  | 4-1   | Katō Hiroji        |
| 15 | 1965     | Ōyama Yasuharu (11)  | 4-3   | Yamada Michiyoshi  |
| 16 | 1966     | Ōyama Yasuharu (12)  | 4-1   | Katō Hifumi        |
| 17 | 1967     | Ōyama Yasuharu (13)  | 4-2   | Katō Hifumi        |
| 18 | 1968     | Ōyama Yasuharu (14)  | 4-0   | Naitō Kunio        |
| 19 | 1969     | Ōyama Yasuharu (15)  | 4-1   | Futakami Tatsuya   |
| 20 | 1970     | Ōyama Yasuharu (16)  | 4-3   | Nakahara Makoto    |
| 21 | 1971     | Ōyama Yasuharu (17)  | 4-3   | Ariyoshi Michio    |
| 22 | 1972     | Nakahara Makoto      | 4-0   | Ōyama Yasuharu     |
| 23 | 1973     | Nakahara Makoto (2)  | 4-2   | Yonenaga Kunio     |
| 24 | 1974     | Nakahara Makoto (3)  | 4-3   | Yonenaga Kunio     |
| 25 | 1975     | Nakahara Makoto (4)  | 4-1   | Ariyoshi Michio    |
| 26 | 1976     | Nakahara Makoto (5)  | 4-2   | Ōyama Yasuharu     |
| 27 | 1977     | Nakahara Makoto (6)  | 4-2   | Ariyoshi Michio    |
| 28 | 1978     | Katō Hifumi          | 4-1   | Nakahara Makoto    |
| 29 | 1979     | Ōyama Yasuharu (18)  | 4-2   | Katō Hifumi        |
| 30 | 1980     | Ōyama Yasuharu (19)  | 4-1   | Yonenaga Kunio     |
| 31 | 1981     | Ōyama Yasuharu (20)  | 4-3   | Nakahara Makoto    |
| 32 | 1982     | Yonenaga Kunio       | 4-1   | Ōyama Yasuharu     |
| 33 | 1983     | Yonenaga Kunio (2)   | 4-1   | Mori Keiji         |
| 34 | 1984     | Nakahara Makoto (7)  | 4-1   | Yonenaga Kunio     |
| 35 | 1985     | Nakamura Osamu       | 4-2   | Nakahara Makoto    |
| 36 | 1986     | Nakamura Osamu (2)   | 4-2   | Nakahara Makoto    |
| 37 | 1987     | Minami Yoshikazu     | 4-3   | Nakamura Osamu     |
| 38 | 1988     | Minami Yoshikazu (2) | 4-0   | Shima Akira        |
| 39 | 1989     | Yonenaga Kunio (3)   | 4-3   | Minami Yoshikazu   |
| 40 | 1990     | Minami Yoshikazu (3) | 4-2   | Yonenaga Kunio     |
| 41 | 1991     | Tanigawa Kōji        | 4-1   | Minami Yoshikazu   |
| 42 | 1992     | Tanigawa Kōji (2)    | 4-0   | Murayama Satoshi   |

| Kỳ | Mùa giải | Giành danh hiệu     | Tỉ số | Đối thủ            |
| -- | -------- | ------------------- | ----- | ------------------ |
| 43 | 1993     | Tanigawa Kōji (3)   | 4-2   | Nakahara Makoto    |
| 44 | 1994     | Tanigawa Kōji (4)   | 4-3   | Habu Yoshiharu     |
| 45 | 1995     | Habu Yoshiharu      | 4-0   | Tanigawa Kōji      |
| 46 | 1996     | Habu Yoshiharu (2)  | 4-0   | Tanigawa Kōji      |
| 47 | 1997     | Habu Yoshiharu (3)  | 4-1   | Satō Yasumitsu     |
| 48 | 1998     | Habu Yoshiharu (4)  | 4-1   | Taku Morishita     |
| 49 | 1999     | Habu Yoshiharu (5)  | 4-0   | Satō Yasumitsu     |
| 50 | 2000     | Habu Yoshiharu (6)  | 4-1   | Tanigawa Kōji      |
| 51 | 2001     | Satō Yasumitsu      | 4-2   | Habu Yoshiharu     |
| 52 | 2002     | Habu Yoshiharu (7)  | 4-0   | Satō Yasumitsu     |
| 53 | 2003     | Moriuchi Toshiyuki  | 4-2   | Habu Yoshiharu     |
| 54 | 2004     | Habu Yoshiharu (8)  | 4-0   | Moriuchi Toshiyuki |
| 55 | 2005     | Habu Yoshiharu (9)  | 4-3   | Satō Yasumitsu     |
| 56 | 2006     | Habu Yoshiharu (10) | 4-3   | Satō Yasumitsu     |
| 57 | 2007     | Habu Yoshiharu (11) | 4-1   | Kubo Toshiaki      |
| 58 | 2008     | Habu Yoshiharu (12) | 4-3   | Koichi Fukaura     |
| 59 | 2009     | Kubo Toshiaki       | 4-2   | Habu Yoshiharu     |
| 60 | 2010     | Kubo Toshiaki (2)   | 4-2   | Toyoshima Masayuki |
| 61 | 2011     | Satō Yasumitsu (2)  | 4-1   | Kubo Toshiaki      |
| 62 | 2012     | Watanabe Akira      | 4-1   | Satō Yasumitsu     |
| 63 | 2013     | Watanabe Akira (2)  | 4-3   | Habu Yoshiharu     |
| 64 | 2014     | Gōda Masataka       | 4-3   | Watanabe Akira     |
| 65 | 2015     | Gōda Masataka (2)   | 4-2   | Habu Yoshiharu     |
| 66 | 2016     | Kubo Toshiaki (3)   | 4-2   | Gōda Masataka      |
| 67 | 2017     | Kubo Toshiaki (4)   | 4-2   | Toyoshima Masayuki |
| 68 | 2018     | Watanabe Akira (3)  | 4-0   | Kubo Toshiaki      |
| 69 | 2019     | Watanabe Akira (4)  | 4-3   | Hirose Akihito     |
| 70 | 2020     | Watanabe Akira (5)  | 4-2   | Nagase Takuya      |
| 71 | 2021     | Fujii Sota          | 4-0   | Watanabe Akira     |
| 72 | 2022     | Fujii Sota (2)      | 4-2   | Habu Yoshiharu     |
| 73 | 2023     | Fujii Sota (3)      | 4-0   | Sugai Tatsuya      |